# Ninja Theory
Ninja Theory è un'azienda inglese dedita allo sviluppo di videogiochi, con sede nella città di Cambridge, fondata nel marzo del 2000 da Tameem Antoniades, Nina Kristensen e Mike Ball. Da giugno 2018 è una società controllata da Microsoft, divenendo parte di Xbox Game Studios.

## Storia

### Just Add Monsters (2000–2004)

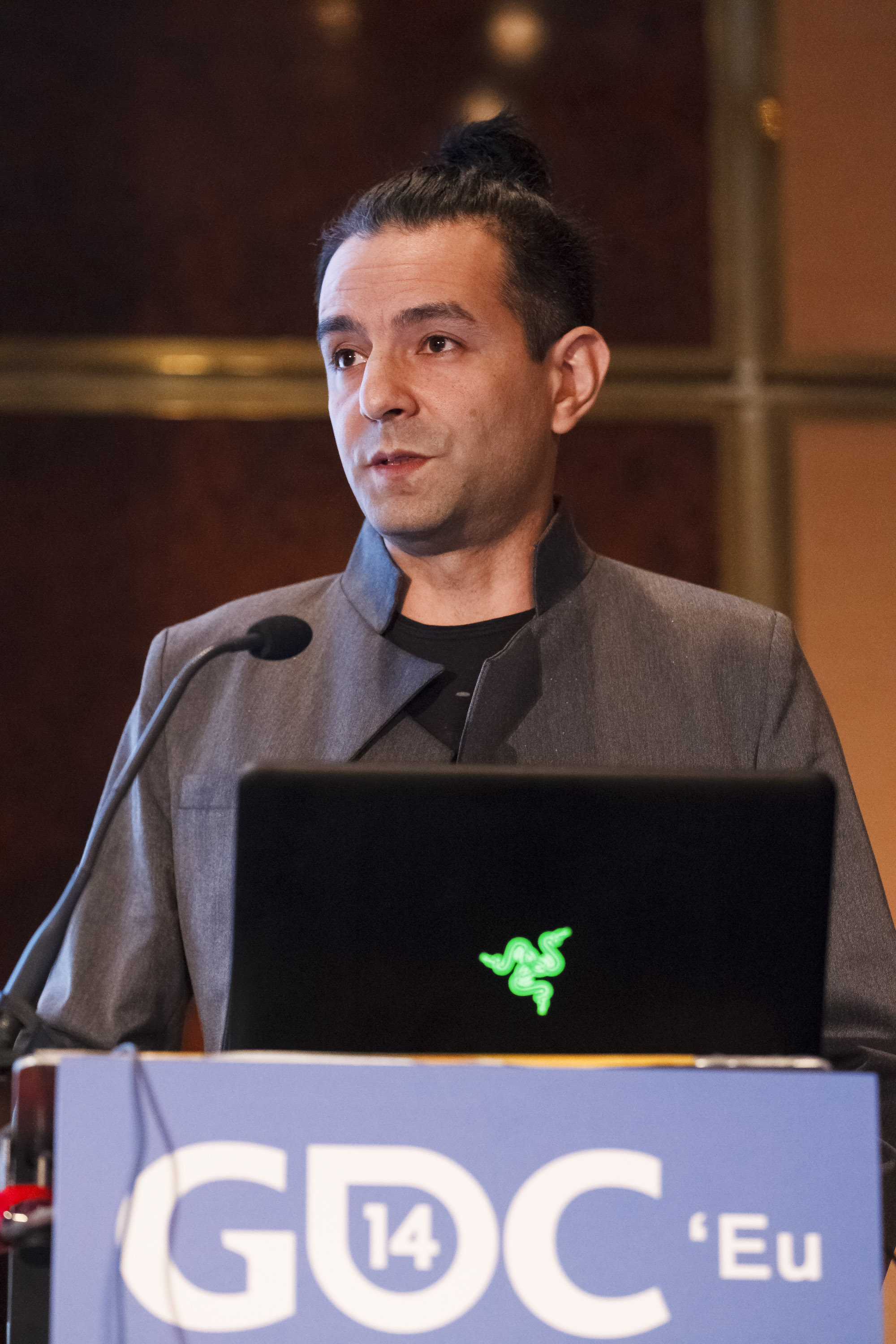
Tameem Antoniades, uno dei fondatori dell'azienda

Tameem Antoniades, Nina Kristensen e Mike Ball hanno fondato Just Add Monsters nel marzo 2000 a Cambridge, in Inghilterra. A quel tempo, l'azienda aveva tre dipendenti ma non aveva soldi, attrezzature o tecnologia. Antoniades aveva delle idee per un gioco di kung fu e le fece un brainstorming per un gioco multiplayer hack and slash chiamato Kung Fu Chaos nella sua camera da letto. Quando il team decise l'idea, iniziò a cercare degli investimenti dai principali editori di videogiochi, ma nessuno di loro mostrò alcun interesse a finanziare il gioco. Quando la squadra iniziò a rimanere senza soldi, accettò di essere acquisita da Argonaut Games nel settembre 2000.
Con il supporto e il finanziamento di Argonaut, il team è stato in grado di trasferirsi in un vero e proprio ufficio, assumere altri 17 dipendenti e acquistare le tecnologie necessarie per realizzare un videogioco. Il team di sviluppo ha assemblato una demo di gioco di Kung Fu Chaos e l'ha presentata a Microsoft Games Studios. Erano disposti a fornire finanziamenti per lo sviluppo del gioco al fine di avere una forte formazione per la loro console di prossima uscita, la Xbox. Microsoft però, non è riuscita a commercializzare correttamente il gioco, senza preparare gli annunci pubblicitari per il lancio. Sebbene il gioco sia stato elogiato dalla critica, le vendite di Kung Fu Chaos sono state estremamente deludenti e il gioco è stato un fallimento finanziario per l'azienda. A quel tempo, Antoniades era deluso e scioccato dal fatto che Microsoft avrebbe "mandato [il gioco] a morire", ma comprese la decisione di Microsoft di investire le proprie risorse in altri progetti più redditizi.
Prima dell'uscita di Kung Fu Chaos, il team stava già sviluppando attivamente un sequel intitolato Kung Fu Chaos 2. Il team ha utilizzato il feedback dei giocatori di Kung Fu Chaos per rendere il sequel un gioco più maturo. Sebbene il team si aspettasse che il rapporto editoriale con Microsoft sarebbe continuato, quest'ultimi hanno rifiutato di finanziare il sequel poiché il primo gioco non venne accolto calorosamente dal suo pubblico. Poiché Microsoft conservava i diritti di proprietà intellettuale su Kung Fu Chaos e il team non disponeva di risorse sufficienti per ricominciare da zero e non poteva utilizzare i codici Xbox che avevano programmato, la società interruppe lo sviluppo di Kung Fu Chaos 2.
Iniziarono così a lavorare ad un nuovo videogioco Kung Fu Story. Durante lo sviluppo, il team ha monitorato da vicino il mercato dei giochi e si è reso conto che sia il pubblico che gli editori volevano giochi basati sul realismo con alti valori di produzione piuttosto che quelli con immagini altamente stilizzate. Riconoscendo che Kung Fu Story non sarebbe andato bene con il pubblico, il team ha deciso di espandere notevolmente l'ambito del gioco per soddisfare le richieste dei giocatori. Il team ha ribattezzato il gioco Heavenly Sword e ha assemblato una demo utilizzando personal computer nel tentativo di indovinare le possibili capacità della settima generazione di console per videogiochi senza preavviso. Gli editori erano interessati a finanziare il gioco ma, erano riluttanti a farlo a causa dei problemi finanziari di Argonaut, di cui il team non era a conoscenza. Nell'ottobre del 2004 Argonaut è stata chiusa. Il team ha ipotecato i loro appartamenti e il CEO di Argonaut, Jez San, ha fornito investimenti per aiutare il team ad acquistare Just Add Monsters dagli amministratori.
Nel novembre 2004, il team si è ristabilito come Ninja Theory e lo sviluppo di Heavenly Sword è continuato. Kristensen è diventato il capo dello sviluppo, Antoniades ha guidato il dipartimento di progettazione, mentre Ball è diventato il leader del team tecnologico. Jez San è entrato a far parte del consiglio di amministrazione dell'azienda.

### Heavenly Sword, Enslaved e Devil May Cry(2004–2013)
La società venne ristabilita ma, aveva un capitale molto limitato e poteva sostenere le sue operazioni solo per tre mesi. A quel tempo, l'azienda impiegava più di 50 persone. Il team ha continuato a presentare Heavenly Sword a vari editori ma, le loro risposte non sono state entusiaste. Gli editori misero in dubbio la capacità del team di realizzare un gioco ad alta intensità tecnologica a causa delle loro dimensioni relativamente ridotte. Con poche opzioni rimanenti, il team firmò un accordo con Sony Computer Entertainment nel maggio 2005. Ciò ha salvato l'azienda dal fallimento a scapito dei diritti di proprietà intellettuale e tecnologia. Il titolo è diventato un'esclusiva per PlayStation 3. Secondo Antoniades, negoziare l'accordo con la Sony è stato "così difficile da distruggere l'anima".
Alimentato dall'ambizione di essere "uno dei migliori studi del mondo", Ninja Theory aveva obiettivi ambiziosi per Heavenly Sword. Con un budget stimato tra i 10 ei 20 milioni di dollari, l'azienda aveva un piano per sviluppare il titolo in un franchise multimediale, che andava da una versione per PlayStation Portable a un film basato sulla storia del gioco.
Il team ha anche investito molto nella motion capture, lavorando con Weta Digital e l'attore Andy Serkis, che è diventato il "regista drammatico" del titolo. L'azienda ha impiegato più di 100 persone per lavorare al gioco, che ha impiegato quattro anni e mezzo per svilupparsi. Sony ha interferito attivamente con lo sviluppo del gioco, riducendo la libertà creativa del team. Li ha spinti a produrre un gioco che "si adattasse di più a quello che dovrebbe essere un normale videogioco di azione e avventura". Molte funzionalità sono state rimosse dal gioco durante le fasi di produzione finali per rispettare le scadenze del progetto. Il gioco ha ricevuto recensioni generalmente positive dalla critica quando è stato rilasciato nel settembre 2007, e successivamente ha ottenuto un seguito di culto. Tuttavia, le vendite non hanno soddisfatto le aspettative e il titolo non è andato in pareggio.
Ninja Theory ha quindi iniziato a lavorare su un sequel ma, avevano impiegato così tante persone per lavorare al titolo che non si adattava al "modello di analisi dei costi della produzione AAA". Una volta che il team si fosse impegnato nello sviluppo del sequel, sarebbe diventato il loro unico progetto; l'azienda non poteva cercare altre opportunità. Non volendo sciogliere l'intero team per lavorare al sequel, l'azienda ha deciso di rinunciare a Heavenly Sword e tutte le tecnologie costruite per esso a Sony e cercare finanziamenti esterni da un altro editore per il loro prossimo progetto. Secondo Antoniades, è stato un "momento straziante".
Durante la ricerca sul tema wuxia di Heavenly Sword, Antoniades ha letto Il viaggio in Occidente, che ha ispirato il prossimo gioco della compagnia, Enslaved: Odyssey to the West. Tuttavia, il team ha voluto provare qualcosa di nuovo, quindi molti degli elementi fantasy e wuxia sono stati spostati sulla fantascienza. Senza la propria tecnologia, il team ha utilizzato l'Unreal Engine di Epic Games. Poiché Heavenly Sword non era stato redditizio, Ninja Theory aveva bisogno di presentare il nuovo gioco agli editori il più velocemente possibile poiché non avevano molto denaro di riserva. Namco Bandai Games ha accettato di pubblicare il gioco. Utilizzando solo due terzi del budget di Heavenly Sword, il team ha assunto Alex Garland per scrivere la storia del gioco. Antoniades ha trovato Garland "intimidatorio" con cui lavorare, anche se Garland ha trovato la squadra "amichevole". Garland discuteva spesso con Antoniades sull'inclusione di combattimenti contro i boss e fu coinvolto nel design del gioco. Andy Serkis è tornato per fare motion capture e Nitin Sawhney, già compositore di Heavenly Sword, è tornato per scrivere la musica di Enslaved.
Enslaved è stato recensito positivamente dalla critica quando è stato rilasciato nell'ottobre 2010. Tuttavia, come i precedenti progetti di Ninja Theory, il mercato ha risposto con scarso entusiasmo ed è stato un fallimento commerciale. L'azienda ha anche sviluppato un contenuto scaricabile, intitolato Pigsy's Perfect 10, mentre il DLC multiplayer che era in fase di sviluppo è stato cancellato dopo la tiepida accoglienza. Immediatamente dopo il completamento di Enslaved: Odyssey to the West, l'editore Capcom ha scelto Ninja Theory per sviluppare il capitolo successivo della serie Devil May Cry, poiché è rimasto impressionato dal lavoro passato della società, in particolare su Heavenly Sword.
Capcom ha selezionato intenzionalmente uno sviluppatore occidentale in modo che potesse "aggiungere un tocco occidentale a un gioco in stile tradizionale giapponese" e ha concesso all'azienda molta libertà creativa. Hideaki Itsuno ha supervisionato l'intero progetto. Il team ha ideato un nuovo design per il protagonista della serie Dante, che ha generato contraccolpi e alcune critiche. Alcuni fan hanno inviato minacce di morte a Ninja Theory, alcune sotto forma di fumetti e canzoni death metal. Antoniades ha risposto al dispiacere dei fan per la riprogettazione dicendo che "L'essenza di Devil May Cry è tutta 'cool'" e che il design dell'era PS2 "non era più cool". Nonostante si sia rivelato un progetto controverso, DmC Devil May Cry ha ricevuto il plauso della critica quando è stato rilasciato nel gennaio 2013. È stato un successo commerciale per l'azienda ed il titolo ha raggiunto la vetta delle classifiche di vendita nel Regno Unito, negli Stati Uniti, in Europa e in Giappone. Heavenly Sword, Enslaved: Odyssey to the West e DmC: Devil May Cry hanno venduto complessivamente circa 4,5 milioni di unità.

### L'indipendenza eHellblade(2013–2018)
Con l'introduzione dell'ottava generazione di console per videogiochi, Ninja Theory prevedeva un aumento dei costi di sviluppo e gli editori sarebbero diventati ancora più prudenti nel finanziare i progetti. Di conseguenza, il team ha deciso di diversificare il proprio portafoglio di giochi e di dividersi in team più piccoli, lavorando su vari progetti. La società ha collaborato con Chillingo per rilasciare un gioco per mobile free-to-play chiamato Fightback. Secondo Antoniades, Fightback è stata un'esperienza di apprendimento per lo studio mentre esploravano i modelli di giochi mobile, i controlli touch screen e si rendevano conto della natura competitiva del mercato.
La società ha iniziato a sperimentare diversi titoli tra cui un videogioco horror da sviluppare assieme ad Alex Garland ed un videogioco di combattimento ma, gli editori erano riluttanti a finanziarli. All'inizio del 2013, la società ha cercato di sviluppare un gioco che si adattasse alle esigenze degli editori, pur rimanendo creativa. Il progetto, noto come Razor, era un gioco multiplayer che mescolava sparatorie e combattimenti corpo a corpo. Presentava una storia estesa e un boss che avrebbe fatto combattere migliaia di giocatori per mesi. Aveva anche l'integrazione del controllo mobile e missioni generate proceduralmente. Inizialmente gli editori erano entusiasti di firmare il progetto, ma venne annunciato un gioco di natura simile, Destiny di Bungie, e la maggior parte degli editori decise di non competere direttamente con esso. Il team ha quindi collaborato con un editore per sviluppare un progetto basato sulle risorse di Razor, ma entrambe le parti hanno risolto il loro accordo poiché l'editore interferì con la libertà creativa di Ninja Theory. La società ha collaborato con Disney Interactive Studios dal 2014 al 2015, fornendo ulteriori elementi di sviluppo e combattimento per Disney Infinity 2.0: Marvel Super Heroes e Disney Infinity 3.0. Ciò ha contribuito a sostenere le operazioni dell'azienda.
Dopo aver messo da parte Razor, Garland cominciò a chiedersi perché la scena dello sviluppo dei giochi non avesse molti progetti indipendenti simili all'industria cinematografica indipendente. Ciò spinse il team a iniziare a valutare l'idea di diventare "AAA indipendente", dove il team sarebbe detentore della proprietà intellettuale e pubblicherebbe il gioco da solo senza gli editori di giochi tradizionali. Il gioco avrebbe comunque valori di produzione elevati ma verrebbe venduto a un prezzo inferiore. Il team credeva fermamente che ci fosse "una via di mezzo tra lo sviluppo indie puro a basso budget e i [progetti] AAA". Il team decise di non utilizzare Kickstarter avendo deciso di finanziarlo da solo. Ciò ha portato alla creazione di Hellblade: Senua's Sacrifice, a cui lavorava un team di sole 15 persone. Poiché il gioco aveva un budget limitato, lo studio non lo ha promosso pesantemente con pubblicità, creando invece numerosi diari degli sviluppatori per i giocatori interessati. Il team ha collaborato con diverse società tecnologiche come 3Lateral, Cubic Motion e Xsens per l'aiuto con il motion capture, che ha permesso agli attori di vedere in anteprima la loro performance mentre recitavano. Nel settembre 2016, Ninja Theory ha annunciato la propria divisione Senua Studio, che avrebbe lavorato sulla tecnologia dei personaggi virtuali in tempo reale. Mentre il gioco esplorava la malattia mentale e la psicosi, la società ha consultato neuroscienziati professionisti e ha ottenuto il sostegno finanziario del Wellcome Trust. Dopo un ciclo di sviluppo di tre anni, Hellblade è stato un successo critico quando è stato lanciato nell'agosto 2017, con elogi per la sua rappresentazione delle malattie mentali. Il gioco è stato anche un successo commerciale, diventando redditizio entro tre mesi dalla sua uscita, generando più di 13 milioni di dollari con vendite di oltre 500.000 copie. Il gioco ha ricevuto nove candidature alla 14ª edizione dei British Academy Video Game Awards, trionfando in cinque categorie, e sei candidature ai The Game Awards 2017, aggiudicandosi tre premi.

### L'acquisizione da Microsoft (2018–presente)
Il 10 giugno 2018, durante l'E3 2018, Microsoft ha annunciato di aver stipulato un accordo per acquisire Ninja Theory insieme ad altri tre studi come parte di Microsoft Studios. Il direttore creativo dello studio Tameem Antoniades ha dichiarato di aver optato per l'acquisizione in quanto "Vogliamo essere liberi dalla macchina AAA e realizzare giochi incentrati sull'esperienza, non sulla monetizzazione", e consentirebbe loro di continuare a creare giochi più piccoli e rischiosi con indipendenza creativa. Per Microsoft, Ninja Theory è stato visto come uno studio che avrebbe prodotto buoni contenuti che si adattano al servizio di abbonamento Xbox Game Pass, secondo il capo di Microsoft Studios Matt Booty.
Nell'ottobre 2019, Ninja Theory ha annunciato l'istituzione di uno sforzo di ricerca e sviluppo che si occupa di salute mentale, soprannominato The Insight Project, che si basa e continua la cooperazione tra Ninja Theory e Paul Fletcher, uno psichiatra dell'Università di Cambridge e professore di neuroscienze della salute che aveva consultato lo studio su Hellblade. Con The Insight Project, Ninja Theory progetta di creare giochi più piccoli per "aiutare le persone a identificare e controllare le emozioni negative".
Ai Game Awards 2019 viene annunciato Senua's Saga: Hellblade II per Xbox Series X e Series S. Lo studio ha inoltre anticipato un nuovo gioco sperimentale, Project: Mara nel gennaio 2020. Antoniades ha affermato che Project: Mara "sarà una rappresentazione del mondo reale e radicata del vero terrore mentale" e "si baserà fortemente su ricerche, interviste e resoconti di prima mano per ricreare gli orrori della mente nel modo più accurato e credibile possibile".

## Videogiochi
- 2003 - Kung Fu Chaos (Xbox)
- 2007 - Heavenly Sword (PlayStation 3)
- 2010 - Enslaved: Odyssey to the West (PlayStation 3, Xbox 360, Microsoft Windows)
- 2013 - DmC Devil May Cry (PlayStation 3, Xbox 360, Microsoft Windows)
- 2013 - Fightback (iOS, Android)
- 2017 - Hellblade: Senua's Sacrifice (PlayStation 4, Xbox One, Nintendo Switch, Microsoft Windows)
- 2020 - Bleeding Edge (Xbox One, Microsoft Windows)
- 2024 - Senua's Saga: Hellblade II (Xbox Series X/S, PlayStation 5, Microsoft Windows)
- TBA - Project Mara (Xbox Series X/S, Microsoft Windows)

## Riconoscimenti
- Vincitore categoria Indie Studio al Develop Awards 2018[35]
- Vincitore Studio of the Year al Develop Awards 2018[35]
- Vincitore categoria Writing or Narrative Design al Develop Awards 2018 per Hellblade: Senua's Sacrifice[36]